# 慶南足球俱樂部
慶南足球俱樂部（韓文:경남 FC）是韓國一間足球俱樂部。球隊基地在慶尚南道的首府昌原市。

## 歷史
2006年，球隊成立並加入2006年的K聯賽，成為第14隊K聯賽球隊。
慶南FC在2007年的表現是轟動整個韓國球壇的，因為球隊得到了聯賽第四名。雖然最後在季後賽被浦項制鐵擊敗，但球隊的表現是值得嘉許的。
2018年球季，FC慶南以第二名完成K聯賽1，確定取得下屆亞冠盃入場券。
2019年球季，多線作戰下FC慶南的表現大為走樣，除了亞冠盃未能在小組賽出線外，6月至8月期間更一度12場聯賽不勝，最終全季38場比賽只得6勝、15和，17負的成績，要以附加賽爭取留級。可惜，球隊兩回合計以0:2不敵釜山偶像後，來年需要降落K聯賽2作賽。

## 球衣贊助
- 2006-2009 : 熊蜂
- 2010-現在 : Kelme（英语：Kelme (company)）

## 主要贊助商
- 2006-現在: STX

## 队徽

2006–2009
2010–现在

## 榮譽

### 聯賽
- K聯賽2

冠軍 (1): 2017
- K聯賽1

亞軍 (1): 2018

### 盃賽
- 韓國足總盃

亞軍 (2): 2008、2012

## 外部連結
-  官方網頁（页面存档备份，存于）
- （英文） Gyeongnam FC at ROKfootball.com